# Argyas
Argyas (románul Arghișu) falu Romániában, Kolozs megyében. Jelenlegi lakosai jellemzően nyugdíjas bányászok.
Első írásos említése 1470-ből származik.